# عمق خواب
ژرفای خواب اندازه خواب آلودگی است که آن را می‌توان با ثبت الکتروآنسفالوگرام، حرکت‌های چشم، فشارخون و ضربان‌های قلب سنجید. از شروع خواب تا عمیق‌ترین مرحلهٔ آن بین سه تا پنج مرحله فاصله است. رویا در مراحل خواب سطحی اتفاق می افتد. معمولاً به هنگام خواب رفتن، نظام منطقی افکار به هم می ریزد، تصاویر بینایی از ذهن می‌گذرد. به دنبال این مرحله، عبوری سریع به خواب عمیق دیده می‌شود که به عمیق‌ترین سطح خواب در تمام طول شب می‌رسد. این خواب، بین بیست تا سی دقیقه به طول می‌انجامد. آن‌گاه خواب به تدریج سبک می‌شود، هفتاد دقیقه پس از به خواب رفتن، خواب به سطحی‌ترین حالت خود می‌رسد. در طول این مرحله خواب سبک، نخستین مرحله رویای شبانه شروع می‌شود و بین پنج تا ده دقیقه به‌طول می‌انجامد. به دنبال این مرحله، یک مرحله خواب عمیق‌تر آغاز می‌شود که سومین ساعات خواب را به دورهٔ دوم طولانی‌تر رویا و خواب سطحی‌تر متصل می‌کند.دوره سوم رویا، در پنجمین یا ششمین ساعت خواب اتفاق می‌افتد و بیست تا سی دقیقه به طول می‌انجامد. در هفتمین ساعت خواب دوره دیگری از خواب سبک و رویا موجود است که حدود یک ساعت طول می‌کشد.
ثبت حرکات کرهٔ چشم، نشان دهندهٔ فعالیت رویا است. چشم‌ها در طول خواب، معمولاً حرکات آهسته‌ای دارند. کرهٔ چشم در این حرکات به بالا و داخل چرخش دارد، گاهی ناگهان، مجموعه‌ای از حرکات سریع چشم در محور افقی یا بالا و پایین ملاحظه می‌شود که ممکن است بیست دقیقه یا بیشتر، به طول انجامد. این مرحله هم‌زمان با رویا است زیرا هم‌زمان با حرکات سریع چشم، فعال شدن هیپوفیز نیز دیده می‌شود.
خواب طبیعی به چهار مرحله تقسیم می‌شود که خواب‌شناسان، هر یک را با تغییرات خاص الکتروآنسفالوگرام مشخص می‌کنند. ویژگی الکتروآنسفالوگرام در حالت بیداری، وجود امواج آلفا به تعداد ۸ تا ۱۲ موج در ثانیه و فعالیت با توانش پایین و بسامدهای متغیر است. با شروع خواب آلودگی امواج آلفا ناپدید می‌شوند. مشخصهٔ مرحلهٔ اول که سبک‌ترین مرحلهٔ خواب است فعالیت با توانش پایین و ناهم‌زمانی می‌باشد که به‌ندرت با فعالیت منظم ۶ موج در ثانیه و با ولتاژ پایین همراه می‌شود. مرحلهٔ دوم که چند دقیقه پس از مرحله اول آغاز می‌شود و ویژگی آن تکرار فراوان نقش‌های دوکی موج در ثانیه است که دوک‌های خواب نام دارند. دیگر ویژگی مرحله دوم، امواج سوزنی پرتوان و مجموعه‌های ترکیبی است که به فاصله چند دقیقه دیگر امواج دلتا با توانش بالا با برگشت ۵/۰ تا ۲ موج در ثانیه ظاهر می‌شود که مشخصه مرحلهٔ سوم است. مرحلهٔ چهارم، هنگامی است که امواج دلتا، قسمت بیش‌تری از نوار را پر می‌کند.
خواب، نوسان خاصی را سیر می‌کند که شامل چهار یا پنج دوره است و هر یک با ظهور مراحل دوم، سوم و چهارم خواب که به مرحله‌ای شبیه مرحله اول باز می‌گردد، مشخص می‌شود. این دوره‌ها با فعالیت رویا همراه است و ویژگی آن حرکات سریع چشم است. خواب با حرکات سریع چشم، خواب ناراست یا خواب متناقض نما نامیده می‌شود که باالکتروآنسفالوگرام کم ولتاژ و ناهم‌زمان همراه است. در این مرحله حرکات چشم‌ها سریع است، تونوس ماهیچه‌ها از بین می‌رود، و تعداد ضربان قلب و تنفس افزایش می‌یابد و بی نظم می‌شود، فشار خون افزایش می‌یابد، آلت تناسلی دچار شق شدگی می‌شود، بر گردش خون مهبل افزوده می‌شود و ترشح هورمون رشد بدون تغییر باقی می ماند.
فعالیت رویا در این مرحله با خواب‌های مختلف مشخص می‌شود. به طور معمول در جریان خواب شبانه، چهار یا پنج مرحله رویا وجود دارد که جمع زمانی آن‌ها یک ساعت و نیم می‌شود که اندکی بیش از ۲۰ درصد تمامی زمان خواب است. نخستین مرحلهٔ رویا تقریباً ۹۰ تا ۱۰۰ دقیقه پس از شروع خواب روی می‌دهد و این امر هر ۹۰ دقیقه یک بار در طول خواب تکرار می‌شود. خواب هم‌زمان را می‌توان، بر مبنای عمق به چهار مرحله از خفیف‌ترین تا عمیق‌ترین طبقه بندی کرد. 
خواب بدون حرکات سریع چشم را خواب اصیل می‌گویند که دارای امواج آهسته است، دوک‌های خواب و مجموعه‌های ترکیبی با الکتروآنسفالوگرافی شناخته می‌شوند. در این نوع خواب، چشم‌ها حرکات سریع ندارند، تونوس ماهیچه کاهش یافته، تعداد ضربان قلب و تنفس ثابت و عادی است، فشار خون کاهش یافته و آلت تناسلی دچار شل‌شدگی می‌شود، گردش خون مهبل کاهش و میزان ترشح هورمون رشد افزایش می‌یابد، رویاها کم، مبهم و مقطع است و قابل یادآوری نیستند.

## منبع
- روان‌شناسی خواب، امید احمدی و علی اکبر متقدم، مشهد: انتشارات آستان قدس رضوی، ۱۳۶۱